# The Scarlet Claw
The Scarlet Claw (en español: La garra escarlata) es una película de intriga policíaca estadounidense de 1944 dirigida por Roy William Neill. Es otro caso del detective Sherlock Holmes, de la serie de películas con el actor Basil Rathbone interpretando al famoso detective. La película no es una adaptación de ninguna obra de Conan Doyle pero tiene un parecido significativo con su novela de 1902 El perro de los Baskerville.

## Sinopsis
En una aldea canadiense existe una antigua leyenda sobre un fantasma que, al parecer, años atrás mató a tres vecinos. Los aldeanos temen que el monstruo vuelva, ya que se han visto extrañas formas luminosas y, además, se han encontrado algunas ovejas brutalmente degolladas. Mientras tanto, Sherlock Holmes y el doctor Watson asisten en Quebec a una reunión de la Real Sociedad Canadiense de las Ciencias Ocultas, donde discuten con Lord Penrose sobre la vieja leyenda aldeana. Lord Penrose, tras conocer la noticia de la muerte de su mujer, recibe una carta escrita por la difunta poco antes de morir, suplicando ayuda a Holmes, que va a la aldea para investigar el caso.

## Reparto
- Basil Rathbone - Sherlock Holmes
- Nigel Bruce - Dr. John Watson
- Gerald Hamer - Alistair Ramson
- Paul Cavanagh - William, Lord Penrose
- Arthur Hohl - Emile Journet
- Kay Harding - Marie Journet
- Miles Mander - Juez Brisson
- David Clyde - Sargento Thompson
- Ian Wolfe - Drake
- Victoria Horne - Nora
- Gertrude Astor - Lady Lillian Gentry Penrose

## Inspiración de la trama
La película no es una adaptación de ninguna de las obras sobre Sherlock Holmes de Sir Arthur Conan Doyle, pero guarda un parecido significativo con su novela de 1902 El perro de los Baskerville. Alan Barnes, en su libro Sherlock Holmes On Screen, señala que The Scarlet Claw presenta estas similitudes con dicha obra: «Un remoto entorno pantanoso; un terror pintado fosforescente pero pensado sobrenatural, un convicto fugitivo suelto, un asesino frío que se congracia con todos los que están cerca; una trama secundaria que involucra ropa desechada más, el método de Holmes para desenmascarar al asesino, regresar a casa pero quedarse atrás para atrapar al villano con las manos -o mejor dicho, con las garras escarlata- en la masa». 
Además, al principio de la película, el personaje de Watson se refiere directamente a El perro de los Baskerville.